# 가사천
가사천(佳士川)은 경상북도 포항시 북구 죽장면 가사리의 가사재에서 발원하여 서남쪽을 거쳐 죽장면 입양리 자호천에 합류하는 하천이다.

## 교량
- 숭내교 (국가지원지방도 제69호선)
- 가사교 (국가지원지방도 제69호선)
- 가사1교 (국가지원지방도 제69호선)
- 가사2교 (국가지원지방도 제69호선)
- 가사3교 (국가지원지방도 제69호선)
- 가사4교 (국가지원지방도 제69호선)